# Sebastian Büttner
Sebastian Büttner (* 3. September 1976 in Mettmann) ist ein deutscher Drehbuchautor, Schriftsteller und Produzent. Er lebt und arbeitet in Köln.

## Leben
2006 begleitete Sebastian Büttner die Fußballweltmeisterschaft unter dem Pseudonym „Craig Becker“ als Kolumnist für den Heise Verlag. Im Jahr 2008 entwickelte er – zusammen mit Oliver Hohengarten – die Geschichte für das Fantasy-Computerspiel Zaar. 2009 entwickelte er die Idee für die erste deutsche transmediale TV-Serie Alpha 0.7 – Der Feind in dir, die ab November 2010 im SWR Fernsehen ausgestrahlt wird. Im Rahmen der Serie entwarf Sebastian Büttner zudem die fiktive Band crash:conspiracy, die er gemeinsam mit dem Musiker Aydo Abay zum Leben erweckte. Im März 2012 erschien unter dem Titel Hidden Tracks – ein himmlisches Rock`n`Roll-Märchen Sebastian Büttners erster Roman, zusammen mit dem Mitautor Oliver Dreyer.
Im Februar 2013 veröffentlichte Sebastian Büttner als Autor und Produzent mit The Day It Rained Forever einen interaktiven Motion Comic, der über den App Store der Firma Apple erhältlich ist. The Day It Rained Forever ist ein SciFi-Thriller im Look des Neo Noir und spielt im Ruhrgebiet des Jahres 2053.

## Filmografie
- 2005: Hammer & Hart (90 min, PRO 7)
- 2006: Alles was zählt (Daily Soap, RTL)
- 2007: Lifeless (90 min, USA)
- 2007: 112 – Zwischen Leben und Tod (Serie, Pilot, action concept)
- 2008: 112 – Sie retten dein Leben (Serie, RTL)
- 2010: Alpha 0.7 – Der Feind in dir (Serie, SWR)
- 2012: The Day It Rained Forever (Motion Comic, Apple)
- 2017: Wolfgangs Internet Imbiss (Webserie, Whats Näxt / U5 Filmproduktion)

## Hörspiele
- 2010: Alpha 0.7 – Der Feind in dir (Serie, SWR2), Regie: Leonhard Koppelmann
- 2013: Heroin – ein Hörspiel (WDR), ausführender Autor (nach der Idee von Sebastian Büttner) und Regie: Leonhard Koppelmann
- 2016: Der Putsch – Ein Hörspiel aus Bottrop (WDR), Regie: Oliver Salkic
- 2018: Der Putsch – Teil Zwei (WDR), Regie: Matthias Kapohl
- 2020: Der Putsch – Teil Drei (WDR), Regie:  Matthias Kapohl
- 2021: Katsche, Kopp & Ko – Detektive wider Willen (WDR), Regie: Matthias Kapohl

## Bücher
- Oliver Dreyer, Sebastian Büttner: Hidden Tracks. Ein himmlisches Rock`n`Roll-Märchen. Unsichtbar Verlag, Diedorf 2012, ISBN 978-3-942920-08-7.